# Фёдоров, Александр Петрович (архитектор)
Алекса́ндр Петро́вич Фёдоров (1867—1928) — городской и епархиальный архитектор Твери, внук О. И. Корицкого.

## Семья
Из польского шляхетского рода Корицких.
Отец: Фёдоров, Пётр Фёдорович (1827—14.01.1894) — городской и епархиальный архитектор г. Твери
Мать: Фёдорова (Никольская) Мария Михайловна (1835—26.01.1905), из дворян, дочь титулярного советника, похоронена на Смоленском кладбище Твери
Братья и сестры:
- Фёдорова Анна Петровна (род. 3.02.1857) — умерла в младенчестве
- Фёдоров Пётр Петрович (род. 18.01.1858) — умер в младенчестве
- Фёдоров Петр Петрович (15.12.1858—27.01.1897) — ординатор, готовился к защите диссертации на звание доктора медицины, умер от тифа, заразившись во время лечения больных
- Фёдорова Зинаида Петровна (род. 13.05.1868)
- Фёдорова Мария Петровна (род. 24.04.1869)
- Фёдорова Екатерина Петровна (15.06.1870—1941) — замужем за полковником, профессором А. А. Дзержковичем

Жена: Смирнова Софья Васильевна (30.12.1870-12.12.1948) — дочь коллежского советника
Дети:
- Фёдоров Петр Александрович (12.12.1898-20.05.1934) — женат на Вере Сергеевне Агокас (17.05.1898-14.04.1994) (дочери С. В. Агокас)
- Фёдорова Варвара Александровна (1.09.1900-23.08.1969)
- Фёдоров Василий Александрович (22.11.1901-1996) — генерал-лейтенант артиллерии, участник Великой Отечественной войны
- Фёдорова (Унковская) Ирина Александровна (09.06.1905-22.04.2009) — замужем за А. М. Унковским (17.02.1899-27.09.1980) (внуком А. М. Унковского .

## Биография
- Учёба в Тверской мужской классической гимназии (1876—1878).
- Перевод в Тверское реальное училище (1879—1887).
- Поступил на архитектурный курс в Императорскую Академию художеств (1887).
- 21 декабря 1893 года получил диплом с присуждением звания Классного художника 3-й степени с правом производить постройки, в том числе и храмовые здания.
- С 1894 года — частный архитектор.
- С 1895 по 1911 — архитектор при городской управе.
- С 1897 по 1917 — гласный Тверской Городской Думы.
- В 1903 назначен епархиальным архитектором г. Твери. Утвержден в должности члена епархиального училищного совета. Избран действительным членом Тверского епархиального историко-археологического комитета.
- 1912—1915 — член Тверского земского уездного собрания, затем Тверской уездной земской управы.
- 1901—1917 — действительный член Тверской ученой архивной комиссии и благотворительного общества «Доброхотная копейка».
- C 1920 — участие в работе приходского совета братства святителя Митрофана Воронежского (членом которого был с 1903 года), располагавшегося в церкви Рождества Христова в Рыбаках.
- В советское время — прораб Заволжского производства «Тверьстрой».

## Известные работы

### Городские постройки
- г. Тверь. Гостиный двор на проекте «Tverplanet.ru», перестройка (1888—1889) / совместно с П. Ф. Фёдоровым, с 1930 года — Тверской драмтеатр
- Дом трудолюбия за р. Тьмака, (1900). В нём находились мастерские, домовая церковь-школа, библиотека. Постройка не сохранилась.
- г. Тверь. Школа ремесленных учеников Архивная копия от 11 декабря 2010 на Wayback Machine, (1900) / с 2007 года — Тверской колледж имени А. Н. Коняева
  - на проекте «Tverplanet.ru»
- г. Тверь. Городское училище имени А. Ф. Карпова на проекте «Tverplanet.ru», (1903) / сейчас в запущенном состоянии
  - Состояние здания училища на конец 2012 года
- г. Тверь. Дом губернатора и церковь 12 Апостолов на проекте «Tverplanet.ru», (1904) / сейчас Епархиальное управление
  - на проекте «Tverru.ru»
- г. Тверь. Женское коммерческое училище на проекте «Tverplanet.ru», (1905) / с 1992 года — Тверская гимназия № 6
  - на проекте «Тверская область»
  - в газете «Вече Твери» (недоступная ссылка)
  - на сайте «Государственного архива Тверской области»
- Усадьба «Карачарово» на проекте «Культурное наследие», (1915)
  - на проекте «Я.ру» (недоступная ссылка)
- Заволжское начальное училище (Филиппоапостольский переулок) (сейчас улица Благоева)
- Пушкинское начальное училище (Станционное шоссе) / (сейчас проспект Чайковского)
- Жуковское начальное училище (Затверечье)
- Гоголевское начальное училище (Затьмачье, Красная слобода)
- Михайловское начальное училище / (сейчас улица Дмитрия Донского)

### Епархиальные постройки
- Г. Тверь (привокзальная площадь). Церковь св. Александра Невского на проекте «Тверская епархия», (1893) / проект А. П. Фёдорова нереализован, через 10 лет заменен на проект Ф. Н. Малиновского, церковь не сохранилась
- Реставрационные работы в церкви Святителя Николая в Капустниках, (1896) / Церковь не сохранилась. В наст. время на территории церкви — стадион «Химик».
- Реставрационные работы в келии митрополита Филиппа в Отроч монастыре, (1896).
- Строения для хозяйственного комплекса Христорождественского женского монастыря по постановлению городской управы от 4 ноября 1897 года. Постройки не сохранились.
- Деревня Березино. Церковь Димитрия Солунского на проекте «Храмы России», (1898) / совместно с В. И. Кузьминым, П. Ф. Фёдоровым
  - на проекте «Народный каталог православной архитектуры» (http://sobory.ru/article/index.html?object=09288)
- г. Бежецк. Духовное училище на сайте «ПРОФИ-ИМИДЖ», (1898) / совместно с П. Ф. Фёдоровым
- Домовая церковь в честь иконы Божьей Матери «Всех Скорбящих Радость» в здании Аваевской больницы (1899). В наст. время — восстанавливается.
- г. Бежецк. Здание Коронационной часовни на проекте «Культурный туризм», (1900)
- Перестройка Крестовой Апостольской церкви в Архиерейском доме, (1904)
- Г. Бежецк. Церковь Спаса Нерукотворного (кладбищенская) в православной газете «Бежецкий верх» (недоступная ссылка), колокольня (1903), трапездная с притвором (1911)
  - на проекте «Культурный туризм»
- Красная Слобода. Никольская (Николая Чудотворца) церковь и Николаевская церковно-приходская школа на проекте «Яндекс. Фотки», школа (1904), церковь завершена по проекту В. К. Терского (1909) / сейчас в запущенном состоянии
  - на сайте «Пересвет» (недоступная ссылка)
  - на проекте «Tverru.ru»
- Северный придел во имя иконы Божьей Матери «Нечаянная Радость» и крещальня Борисоглебской церкви
- г. Тверь. Колокольня Успенского Желтикова монастыря, (1914) / сейчас в разрушенном состоянии
  - на проекте «Народный каталог православной архитектуры» (http://sobory.ru/article/index.html?object=04673)
  - на проекте «Tverru.ru»
- Село Ширково. Зимняя (каменная) церковь Рождества Иоанна Предтечи на проекте «Храмы России», (1913)
  - на проекте «Народный каталог православной архитектуры» (http://sobory.ru/article/index.html?object=03517)
  - на проекте «Православные храмы Тверской земли»
  - на проекте «Роскультура» (недоступная ссылка)
  - в журнале современной литературы «Самиздат»
  - на проекте «Планета дорог»
  - на проекте «Живой журнал»
- Каменные церкви:
  - с. Спасо-Талицы, с. Тушитово, пог. Ильинское-Удомельское, д. Старое Устиново, с. Троице-Нерль, с. Лебедево, с. Оковцы
  - Церковь в первом ярусе колокольни в с. Чамерово
  - Домовая церковь Свято-Троицкого Ильинского монастыря в с. Кимры
  - Перестройка главной и алтарной частей церкви в с. Писцово
  - Церковь Рождества Богородицы в г. Ржев
- Деревянные церкви:
  - с. Чистая Дубрава
  - д. Гнездово
  - п. Язвицы
  - с. Пыжи
  - д. Лужки
  - церковь в Гефсиманском скиту Нило-Столобенской пустыни
- Колокольни и звонницы:
  - погост Медвежья Гора
  - погост Баранья Гора
  - погост Чурилово
  - с. Чамерово
  - с. Красное
  - с. Ильегоры
  - с. Сукромля
  - с. Поречье